# Psammètic I
Psammètic I o Uahibra Psametiko (que va regnar entre el 664 i el 610 aC.) va ser el fundador i primer faraó de Sais, com es coneix la dinastia XXVI d'Egipte, a començament del denominat Període tardà d'Egipte.

## Biografia
Psammètic I va ser un dels grans faraons que va obtenir la independència respecte de l'Imperi assiri. Va restaurar la prosperitat del país en el seu llarg regnat de 54 anys i va establir bones relacions amb els governants grecs, encoratjant a molts colons grecs a establir-se a Egipte i servir com a mercenaris en el seu exèrcit. Se sap, per textos cuneïformes, que van ser designats per Esarhaddon vint sobirans locals per governar Egipte i confirmats per Assurbanipal. Necó I, el pare de Psammètic, era un d'aquests sobirans, a Sais, però sembla que van ser incapaços de contenir els egipcis contra els aliats dels odiats assiris.
Psammètic I, després de la mort del seu pare el 664 aC., va tractar d'unificar Egipte sota el seu comandament i alliberar-lo del control assiri. Va destruir amb èxit els últims vestigis de poder de la dinastia Núbia sobre l'Alt Egipte, sota el domini de Tanutamon i en aquest moment Tebes va acceptar la seva autoritat. Després va forjar una vigorosa campanya contra els prínceps locals que s'oposaven a la seva reunificació d'Egipte.

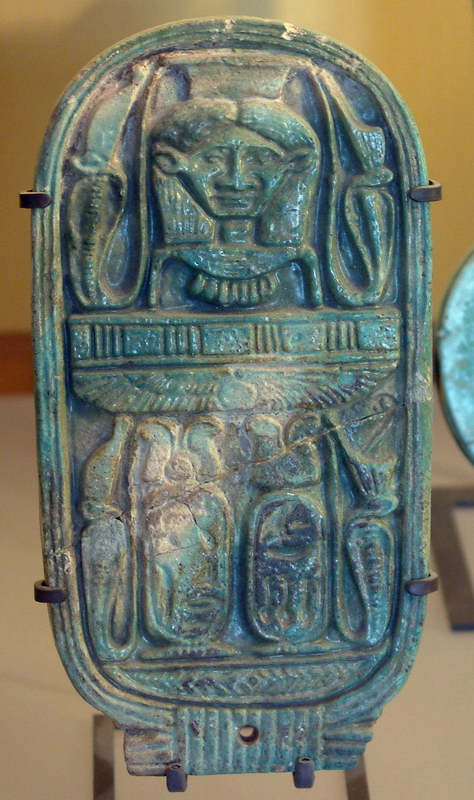
Placa amb el nom de Nitocris, filla de Psammètic i de Divina Adoratriu d'Ammon.

Al seu vuitè any de regnat, el 656 aC., va enviar una poderosa flota naval a Tebes i va obligar a la «Divina Adoratriu d'Ammon» a adoptar a la seva filla Nitocris com a successora, quedant gravat a l'anomenada Estela de l'adopció. Nitocris serviria en aquest càrrec durant 70 anys, des del 656 aC. fins a la seva mort el 586 aC.
Una de les victòries sobre uns certs bandits libis, l'any 10è i 11è del seu regnat, s'esmenta en una estela del poble de Dajla, a l'oasi del desert occidental d'Egipte.
Psammètic I va introduir un transcendent canvi en promoure l'escriptura demòtica, més simple que la hieràtica, afegint-se nous signes.

## Llegenda sobre l'origen del llenguatge
L'historiador grec Heròdot va transmetre un relat sobre Psammètic al segon dels nou volums de la seva obra Història. Durant el seu viatge a l'Egipte, Heròdot va sentir que el rei egipci va desitjar descobrir la suposada llengua original i per fer-ho va dur a terme un experiment. Va deixar dos nens acabats de néixer a un pastor, amb instruccions que ningú no parlés amb ells, però el pastor hauria d'alimentar-los i escoltar-los per tractar de comprovar quines eren les seves primeres paraules.

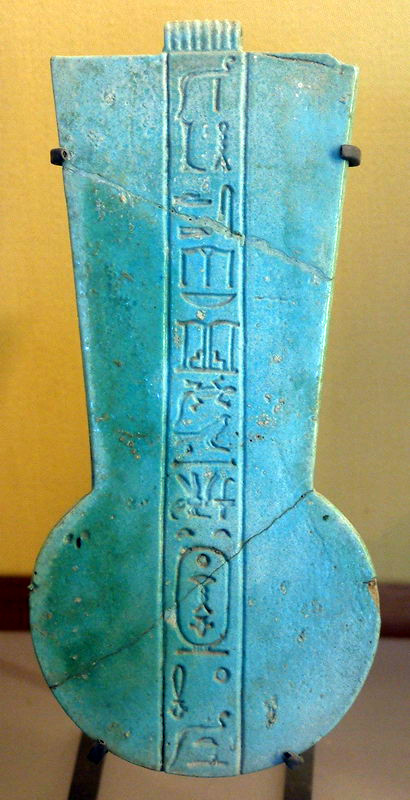
Placa commemorativa del Heb Sed de Psammètic I, elaborada en ceràmica.Museu del Louvre.

La hipòtesi de Psammètic hauria estat, segons Heròdot, que els éssers humans tenien una llengua original i que la primera paraula que pronunciessin els nens seria en la suposada llengua. Novament segons Heròdot, la primera paraula pronunciada va ser bekos, que en frigi significa 'pa', per la qual cosa es va concloure que aquesta llengua havia de ser la primera de la humanitat. Tanmateix, ja a l'antiguitat Aristòfanes i Apol·loni de Rodes van sospitar que bekos era un so onomatopeic que imitava la veu de les cabres amb les quals s'alimentava els nens.

## Testimonis de la seva època
Va establir una línia defensiva de fortaleses a les fronteres oriental i occidental del delta (Arnold) 
- Temple de Neit a Sais (Arnold)
- Temple de Atum a Sais (Arnold)
- El segon temple a Tell el-Balamun (Arnold)
- Edifici de columnes a Tanis (Arnold)
- Edifici del temple a Hermòpolis Parva (Arnold)
- Blocs a Elefantina (Junge)
- Treballs constructius a El-Kab (Petrie: El-Kab)
- Bloc de Coptes (Lió)
- Fragment del sarcòfag del rei (?) UC14743 (Museu Petrie)
- Plaques de ceràmica Faiança. UC14840, UC40317 (Museu Petrie)
- Uixebti UC8960 (Museu Petrie)

| Predecessor: Necó I | Faraó Dinastia XXVI | Successor: Necó II |